# Župnija Makole
Župnija Makole je rimskokatoliška teritorialna župnija dekanije Slovenska Bistrica Bistriško-Konjiškega naddekanata, ki je del nadškofije Maribor. Župnija nima stalnega župnika.